# Discographie de U2
La discographie de U2, groupe de rock irlandais, se compose de quatorze albums studio, un album annexe (sorti sous le pseudonyme Passengers), un album live, cinq compilations, neuf EP et près de 80 singles.
Après un premier EP en 1979, U2 publie l'année suivante son premier album, Boy. Mais c'est surtout avec leur troisième album, War, que le groupe connaît un grand succès international, notamment grâce aux singles New Year's Day et Sunday Bloody Sunday. Dès lors, tous leurs albums se classent n°1 de la plupart des pays (dont le dernier en date, Songs of Surrender, sorti en 2023), et plusieurs d'entre eux dépassent les dix millions de ventes (The Joshua Tree, sorti en 1987, atteint les 27 millions d'exemplaires).

Le groupe a également classé plusieurs chansons à la première place de différents pays, comme With or Without You, I Still Haven't Found What I'm Looking For, Where the Streets Have No Name, Desire, The Fly, Mysterious Ways, One, Discothèque, Beautiful Day, Elevation, Vertigo ou encore The Saints Are Coming.
U2 a vendu près de 200 millions de disques à travers le monde,,, et a remporté plusieurs récompenses, parmi lesquelles 22 Grammy Awards.  U2 a aussi huit albums qui ont atteint la première place aux États-Unis, le troisième plus grand nombre de tous les groupes.

## Albums

### Albums studio
| Album                                            | Classements                                                            | Classements | Classements | Classements | Classements | Classements | Classements | Classements | Classements | Classements | Classements | Classements | Classements | Classements | Classements | Classements | Certifications                                                           | Ventes mondiales |
| Album                                            | É-U                                                                    | CAN         | R-U         | IRL         | FRA         | ESP         | ITA         | SUI         | BE/W        | BE/F        | P-B         | ALL         | AUT         | SUE         | AUS         | N-Z         | Certifications                                                           | Ventes mondiales |
| ------------------------------------------------ | ---------------------------------------------------------------------- | ----------- | ----------- | ----------- | ----------- | ----------- | ----------- | ----------- | ----------- | ----------- | ----------- | ----------- | ----------- | ----------- | ----------- | ----------- | ------------------------------------------------------------------------ | ---------------- |
| Boy - Label : Island                             | 63                                                                     | 12          | 52          | N/D         | N/D         | N/D         | 36          | -           | N/D         | N/D         | 29          | 89          | -           | 38          | 35          | 13          | : Platine : Platine : Or : Or : Or                                       | 4 000 000        |
| October - Label : Island                         | 104                                                                    | -           | 11          | N/D         | N/D         | N/D         | 35          | -           | N/D         | N/D         | 31          | 96          | -           | 40          | 34          | 6           | : Platine : Platine : Or : Or                                            | 3 600 000        |
| War - Label : Island                             | 12                                                                     | 4           | 1           | N/D         | N/D         | N/D         | 31          | -           | N/D         | N/D         | 3           | 59          | -           | 2           | 9           | 5           | : 4x Platine : 3x Platine : 2x Platine : 2x Platine : Or : 2x Platine    | 11 000 000       |
| The Unforgettable Fire - Label : Island          | 12                                                                     | 5           | 1           | N/D         | N/D         | N/D         | 5           | 24          | N/D         | N/D         | 1           | 14          | -           | 6           | 1           | 1           | : 3x Platine : 3x Platine : 2x Platine : Or                              | 8 100 000        |
| The Joshua Tree - Label : Island                 | 1                                                                      | 1           | 1           | N/D         | 1           | 3           | 1           | 1           | N/D         | N/D         | 1           | 1           | 1           | 1           | 3           | 1           | : Diamant : Diamant : 10x Platine : 2x Platine : 2x Platine : 5x Platine | 27 000 000       |
| Rattle and Hum - Label : Island                  | 1                                                                      | 1           | 1           | 1           | 8           | N/D         | 1           | 1           | N/D         | N/D         | 1           | 1           | 1           | 2           | 1           | 1           | : 5x Platine : 7x Platine : 4x Platine : Platine : Platine : 7x Platine  | 14 000 000       |
| Achtung Baby - Label : Island                    | 1                                                                      | 1           | 2           | 1           | 1           | 2           | 6           | 3           | N/D         | N/D         | 2           | 4           | 2           | 3           | 1           | 1           | : 8x Platine : Diamant : 4x Platine : 2x Platine : Platine : 5x Platine  | 18 000 000       |
| Zooropa - Label : Island                         | 1                                                                      | 1           | 1           | 1           | 1           | 2           | 1           | 1           | N/D         | N/D         | 1           | 1           | 1           | 1           | 1           | 1           | : 2x Platine : 4x Platine : Platine : Platine : Or : 3x Platine          | 8 000 000        |
| Pop - Label : Island                             | 1                                                                      | 1           | 1           | 1           | 1           | 1           | 1           | 1           | 1           | 1           | 1           | 1           | 1           | 1           | 1           | 1           | : Platine : 3x Platine : Platine : Platine : Or : Platine                | 7 000 000        |
| All That You Can't Leave Behind - Label : Island | 3                                                                      | 1           | 1           | 1           | 1           | 1           | 1           | 2           | 1           | 1           | 1           | 1           | 1           | 1           | 1           | 1           | : 4x Platine : 5x Platine : 4x Platine : Platine : 3x Or : 5x Platine    | 12 000 000       |
| How to Dismantle an Atomic Bomb - Label : Island | 1                                                                      | 1           | 1           | 1           | 1           | 1           | 1           | 1           | 2           | 1           | 1           | 1           | 1           | 1           | 1           | 1           | : 3x Platine : 5x Platine : 4x Platine : Platine : 3x Or : 4x Platine    | 10 000 000       |
| No Line on the Horizon - Label : Island          | 1                                                                      | 1           | 1           | 1           | 1           | 1           | 1           | 1           | 1           | 1           | 1           | 1           | 1           | 1           | 1           | 1           | : Platine : 2x Platine : Platine : Platine : Platine                     | 5 000 000        |
| Songs of Innocence - Label : Island              | 9                                                                      | 5           | 6           | 2           | 1           | 1           | 1           | 3           | 1           | 2           | 1           | 2           | 2           | 2           | 7           | 6           | : Argent : Or                                                            | 1 000 000        |
| Songs of Experience - Label : Island             | 1                                                                      | 1           | 5           | 1           | 3           | 2           | 2           | 2           | 2           | 1           | 1           | 2           | 2           | 2           | 5           | 9           | : 2x Or : Or : 2x Platine : Or                                           | 1 300 000        |
|                                                  | Le sigle « N/D » signifie que les classements ne sont pas disponibles. |             |             |             |             |             |             |             |             |             |             |             |             |             |             |             |                                                                          |                  |

#### Sous le pseudonyme Passengers
| Album                                   | Classements                                                            | Classements | Classements | Classements | Classements | Classements | Classements | Classements | Classements | Classements | Classements | Classements | Classements | Classements | Classements | Classements | Certifications     | Ventes mondiales |
| Album                                   | É-U                                                                    | CAN         | R-U         | IRL         | FRA         | ESP         | ITA         | SUI         | BE/W        | BE/F        | P-B         | ALL         | AUT         | SUE         | AUS         | N-Z         | Certifications     | Ventes mondiales |
| --------------------------------------- | ---------------------------------------------------------------------- | ----------- | ----------- | ----------- | ----------- | ----------- | ----------- | ----------- | ----------- | ----------- | ----------- | ----------- | ----------- | ----------- | ----------- | ----------- | ------------------ | ---------------- |
| Original Soundtracks 1 - Label : Island | 76                                                                     | 15          | 12          | N/D         | 7           | N/D         | 5           | -           | 14          | 35          | 38          | 46          | 40          | 28          | 11          | 9           | : Or : Argent : Or |                  |
|                                         | Le sigle « N/D » signifie que les classements ne sont pas disponibles. |             |             |             |             |             |             |             |             |             |             |             |             |             |             |             |                    |                  |

### Albums Live
| Album                                  | Classements                                                            | Classements | Classements | Classements | Classements | Classements | Classements | Classements | Classements | Classements | Classements | Classements | Classements | Classements | Classements | Classements | Certifications                                                          | Ventes mondiales |
| Album                                  | É-U                                                                    | CAN         | R-U         | IRL         | FRA         | ESP         | ITA         | SUI         | BE/W        | BE/F        | P-B         | ALL         | AUT         | SUE         | AUS         | N-Z         | Certifications                                                          | Ventes mondiales |
| -------------------------------------- | ---------------------------------------------------------------------- | ----------- | ----------- | ----------- | ----------- | ----------- | ----------- | ----------- | ----------- | ----------- | ----------- | ----------- | ----------- | ----------- | ----------- | ----------- | ----------------------------------------------------------------------- | ---------------- |
| Under a Blood Red Sky - Label : Island | 28                                                                     | 22          | 2           | N/D         | N/D         | N/D         | 24          | -           | N/D         | N/D         | 5           | 20          | -           | 22          | 2           | 1           | : 3x Platine : 2x Platine : 3x Platine : Platine : Platine : 4x Platine | 9 600 000        |
|                                        | Le sigle « N/D » signifie que les classements ne sont pas disponibles. |             |             |             |             |             |             |             |             |             |             |             |             |             |             |             |                                                                         |                  |

### Compilations
| Album                                  | Classements                                   | Classements                                   | Classements                                   | Classements                                   | Classements                                   | Classements                                   | Classements                                   | Classements                                   | Classements                                   | Classements                                   | Classements                                   | Classements                                   | Classements                                   | Classements                                   | Classements                                   | Classements                                   | Certifications                                                             | Ventes mondiales |
| Album                                  | É-U                                           | CAN                                           | R-U                                           | IRL                                           | FRA                                           | ESP                                           | ITA                                           | SUI                                           | BE/W                                          | BE/F                                          | P-B                                           | ALL                                           | AUT                                           | SUE                                           | AUS                                           | N-Z                                           | Certifications                                                             | Ventes mondiales |
| -------------------------------------- | --------------------------------------------- | --------------------------------------------- | --------------------------------------------- | --------------------------------------------- | --------------------------------------------- | --------------------------------------------- | --------------------------------------------- | --------------------------------------------- | --------------------------------------------- | --------------------------------------------- | --------------------------------------------- | --------------------------------------------- | --------------------------------------------- | --------------------------------------------- | --------------------------------------------- | --------------------------------------------- | -------------------------------------------------------------------------- | ---------------- |
| The Best of 1980-1990 - Label : Island | 2                                             | 1                                             | 1                                             | 1                                             | 1                                             | 1                                             | 1                                             | 1                                             | 1                                             | 1                                             | 1                                             | 1                                             | 1                                             | 1                                             | 1                                             | 1                                             | : 4x Platine : 6x Platine : 5x Platine : 2x Platine : Platine : 8x Platine | 19 300 000       |
| The Best of 1990-2000 - Label : Island | 3                                             | 1                                             | 2                                             | 1                                             | 1                                             | 1                                             | 1                                             | 1                                             | 3                                             | 1                                             | 1                                             | 4                                             | 1                                             | 6                                             | 1                                             | 1                                             | : Platine : 3x Platine : 2x Platine : 2x Or : Or : 2x Platine              | 7 400 000        |
| The Complete U2 - Label : Island       | Sorti uniquement en téléchargement sur iTunes | Sorti uniquement en téléchargement sur iTunes | Sorti uniquement en téléchargement sur iTunes | Sorti uniquement en téléchargement sur iTunes | Sorti uniquement en téléchargement sur iTunes | Sorti uniquement en téléchargement sur iTunes | Sorti uniquement en téléchargement sur iTunes | Sorti uniquement en téléchargement sur iTunes | Sorti uniquement en téléchargement sur iTunes | Sorti uniquement en téléchargement sur iTunes | Sorti uniquement en téléchargement sur iTunes | Sorti uniquement en téléchargement sur iTunes | Sorti uniquement en téléchargement sur iTunes | Sorti uniquement en téléchargement sur iTunes | Sorti uniquement en téléchargement sur iTunes | Sorti uniquement en téléchargement sur iTunes |                                                                            |                  |
| U218 Singles - Label : Island Records  | 12                                            | 3                                             | 4                                             | 1                                             | 1                                             | 2                                             | 4                                             | 1                                             | 6                                             | 2                                             | 3                                             | 5                                             | 2                                             | 4                                             | 1                                             | 1                                             | : Platine : 4x Platine : Platine : 5x Platine                              | 5 600 000        |
| Songs of Surrender - Label : Island    | 5                                             | 5                                             | 1                                             | 1                                             | 2                                             | 2                                             | 1                                             | 1                                             | 1                                             | 1                                             | 1                                             | 1                                             | 1                                             | 24                                            | 3                                             | 8                                             | : Or                                                                       |                  |

### EP
- 1979 : Three
- 1985 : Wide Awake in America
- 1997 : Please : PopHeart Live EP
- 2002 : 7
- 2003 : Exclusive
- 2004 : Early Demos
- 2004 : Live from Under the Brooklyn Bridge
- 2010 : Wide Awake in Europe
- 2019 : Europa EP

## Singles

### Années 1970 et 1980
| Année | Single                                     | Classements | Classements | Classements | Classements | Classements | Classements | Classements | Classements | Classements | Classements | Classements | Classements | Classements | Classements | Classements | Classements | Album                  |
| Année | Single                                     | É-U | CAN         | R-U         | IRL         | FRA         | ESP         | ITA         | SUI         | BE/W        | BE/F        | P-B         | ALL         | AUT         | SUE         | AUS         | N-Z         | Album                  |
| ----- | ------------------------------------------ | --- | ----------- | ----------- | ----------- | ----------- | ----------- | ----------- | ----------- | ----------- | ----------- | ----------- | ----------- | ----------- | ----------- | ----------- | ----------- | ---------------------- |
| 1979  | Out of Control                             | X | X           | X           | 19          | X           | X           | X           | X           | X           | X           | X           | X           | X           | X           | X           | X           | Three                  |
| 1980  | Another Day                                | X | X           | X           | -           | X           | X           | X           | X           | X           | X           | X           | X           | X           | X           | X           | X           |                        |
| 1980  | 11 O'Clock Tick Tock                       | X | X           | -           | 69          | X           | X           | X           | X           | X           | X           | X           | X           | X           | X           | X           | X           |                        |
| 1980  | A Day Without Me                           | X | X           | -           | -           | X           | X           | X           | X           | X           | X           | -           | X           | X           | X           | X           | X           | Boy                    |
| 1980  | I Will Follow                              | - | -           | 78          | -           | X           | X           | X           | X           | X           | X           | X           | X           | X           | X           | 71          | 34          | Boy                    |
| 1981  | Fire                                       | - | -           | 35          | 4           | X           | X           | X           | X           | X           | X           | X           | X           | X           | X           | -           | -           | October                |
| 1981  | Gloria                                     | X | X           | 55          | 10          | X           | X           | X           | X           | X           | X           | X           | X           | X           | X           | 32          | 15          | October                |
| 1982  | A Celebration                              | X | X           | 47          | 15          | -           | -           | -           | -           | N/D         | -           | -           | -           | -           | -           | 83          | -           |                        |
| 1982  | I Will Follow (Live)                       | X | X           | X           | X           | X           | X           | X           | X           | N/D         | 21          | 22          | -           | -           | X           | X           | X           |                        |
| 1983  | New Year's Day                             | 53 | 41          | 10          | 2           | -           | 34          | -           | -           | N/D         | 17          | 9           | -           | -           | 17          | 36          | 32          | War                    |
| 1983  | Two Hearts Beat as One                     | - | -           | 18          | 2           | -           | -           | -           | -           | N/D         | -           | -           | -           | -           | -           | 53          | 16          | War                    |
| 1983  | Sunday Bloody Sunday                       | - | X           | X           | X           | -           | 46          | -           | -           | N/D         | 11          | 3           | -           | -           | -           | X           | X           | War                    |
| 1984  | I Will Follow (Live)                       | 81 | X           | X           | X           | X           | X           | X           | X           | X           | X           | X           | X           | X           | X           | X           | X           | Under a Blood Red Sky  |
| 1984  | Pride (In the Name of Love)                | 33 | 26          | 3           | 2           | -           | -           | 20          | -           | N/D         | 6           | 5           | 27          | -           | 12          | 4           | 1           | The Unforgettable Fire |
| 1985  | The Unforgettable Fire                     | X | -           | 6           | 1           | -           | -           | -           | -           | N/D         | 11          | 4           | -           | -           | -           | 59          | 3           | The Unforgettable Fire |
| 1987  | With or Without You                        | 1 | 1           | 4           | 1           | 10          | 5           | 18          | 10          | N/D         | 3           | 2           | 7           | 15          | 13          | 9           | 5           | The Joshua Tree        |
| 1987  | I Still Haven't Found What I'm Looking For | 1 | 6           | 6           | 1           | 37          | 16          | 17          | 18          | N/D         | 20          | 6           | 13          | 10          | 11          | 17          | 2           | The Joshua Tree        |
| 1987  | Where the Streets Have No Name             | 13 | 11          | 4           | 1           | -           | 19          | 15          | -           | N/D         | 19          | 7           | 44          | -           | -           | 27          | 1           | The Joshua Tree        |
| 1987  | In God's Country                           | 44 | 25          | 48          | X           | X           | X           | X           | X           | X           | X           | X           | X           | X           | X           | X           | X           | The Joshua Tree        |
| 1988  | One Tree Hill                              | X | X           | X           | X           | X           | X           | X           | X           | X           | X           | X           | X           | X           | X           | -           | 1           | The Joshua Tree        |
| 1988  | Desire                                     | 3 | 1           | 1           | 1           | 37          | 1           | 1           | 9           | N/D         | 7           | 2           | 9           | 19          | 5           | 1           | 1           | Rattle and Hum         |
| 1988  | Angel of Harlem                            | 14 | 1           | 9           | 3           | -           | 11          | 7           | 25          | N/D         | 23          | 10          | 31          | -           | -           | 18          | 1           | Rattle and Hum         |
| 1989  | When Love Comes to Town (avec B.B. King)   | 68 | 41          | 6           | 1           | -           | -           | 13          | -           | N/D         | 16          | 10          | 64          | -           | 20          | 23          | 4           | Rattle and Hum         |
| 1989  | All I Want Is You                          | 83 | 67          | 4           | 1           | -           | -           | 8           | -           | N/D         | 27          | 12          | -           | -           | -           | 2           | 2           | Rattle and Hum         |
|       |                                            | Le sigle « N/D » signifie que les classements ne sont pas disponibles. Le sigle « X » signifie que le titre n'est pas sorti en single dans ce pays. |             |             |             |             |             |             |             |             |             |             |             |             |             |             |             |                        |

### Années 1990
| Année | Single                                 | Classements | Classements                      | Classements                      | Classements                      | Classements                      | Classements                      | Classements                      | Classements                      | Classements                      | Classements                      | Classements                      | Classements                      | Classements                      | Classements                      | Classements                      | Classements                      | Album                  |
| Année | Single                                 | É-U | CAN                              | R-U                              | IRL                              | FRA                              | ESP                              | ITA                              | SUI                              | BE/W                             | BE/F                             | P-B                              | ALL                              | AUT                              | SUE                              | AUS                              | N-Z                              | Album                  |
| ----- | -------------------------------------- | --- | -------------------------------- | -------------------------------- | -------------------------------- | -------------------------------- | -------------------------------- | -------------------------------- | -------------------------------- | -------------------------------- | -------------------------------- | -------------------------------- | -------------------------------- | -------------------------------- | -------------------------------- | -------------------------------- | -------------------------------- | ---------------------- |
| 1991  | The Fly                                | 61 | 16                               | 1                                | 1                                | 6                                | 1                                | 1                                | 3                                | N/D                              | 9                                | 5                                | 5                                | 5                                | 3                                | 1                                | 1                                | Achtung Baby           |
| 1991  | Mysterious Ways                        | 9 | 1                                | 13                               | 1                                | 19                               | 7                                | 1                                | 13                               | N/D                              | 12                               | 13                               | 46                               | -                                | 17                               | 3                                | 3                                | Achtung Baby           |
| 1992  | One                                    | 10 | 1                                | 7                                | 1                                | 13                               | 16                               | 2                                | 25                               | N/D                              | 26                               | 12                               | 50                               | -                                | -                                | 4                                | 3                                | Achtung Baby           |
| 1992  | Even Better Than the Real Thing        | 32 | 3                                | 12                               | 3                                | 34                               | -                                | 6                                | 18                               | N/D                              | 21                               | 11                               | 28                               | 8                                | 10                               | 11                               | 8                                | Achtung Baby           |
| 1992  | Who's Gonna Ride Your Wild Horses      | 35 | 5                                | 14                               | 4                                | -                                | -                                | 3                                | 24                               | N/D                              | 32                               | 14                               | 48                               | 20                               | 19                               | 9                                | 13                               | Achtung Baby           |
| 1993  | Numb                                   | Sorti uniquement en vidéo single | Sorti uniquement en vidéo single | Sorti uniquement en vidéo single | Sorti uniquement en vidéo single | Sorti uniquement en vidéo single | Sorti uniquement en vidéo single | Sorti uniquement en vidéo single | Sorti uniquement en vidéo single | Sorti uniquement en vidéo single | Sorti uniquement en vidéo single | Sorti uniquement en vidéo single | Sorti uniquement en vidéo single | Sorti uniquement en vidéo single | Sorti uniquement en vidéo single | Sorti uniquement en vidéo single | Sorti uniquement en vidéo single | Zooropa                |
| 1993  | Lemon                                  | - | 20                               | X                                | X                                | -                                | -                                | 24                               | -                                | N/D                              | 39                               | -                                | -                                | -                                | -                                | 6                                | 4                                | Zooropa                |
| 1993  | Stay (Faraway, So Close!)              | 61 | 14                               | 4                                | 1                                | 18                               | 15                               | 3                                | 20                               | N/D                              | 13                               | 10                               | 88                               | 22                               | 13                               | 5                                | 6                                | Zooropa                |
| 1995  | Hold Me, Thrill Me, Kiss Me, Kill Me   | 16 | 3                                | 2                                | 1                                | 10                               | -                                | 3                                | 5                                | 4                                | 15                               | 7                                | 8                                | 3                                | 2                                | 1                                | 1                                | Batman Forever         |
| 1995  | Miss Sarajevo (avec Luciano Pavarotti) | - | 46                               | 6                                | 4                                | 8                                | N/D                              | 3                                | 10                               | 3                                | 5                                | 5                                | 11                               | 22                               | 35                               | 7                                | 23                               | Original Soundtracks 1 |
| 1997  | Discothèque                            | 10 | 2                                | 1                                | 1                                | 12                               | 1                                | 1                                | 6                                | 5                                | 14                               | 6                                | 9                                | 9                                | 2                                | 3                                | 1                                | Pop                    |
| 1997  | Staring at the Sun                     | 26 | 1                                | 3                                | 4                                | 49                               | 8                                | 9                                | 29                               | -                                | 46                               | 19                               | 41                               | 25                               | 26                               | 23                               | 4                                | Pop                    |
| 1997  | Last Night on Earth                    | 57 | 18                               | 10                               | 11                               | -                                | -                                | 17                               | -                                | -                                | 29                               | 14                               | 60                               | 31                               | 43                               | 32                               | 36                               | Pop                    |
| 1997  | Please                                 | - | 47                               | 7                                | 6                                | 31                               | 2                                | 17                               | 35                               | -                                | 31                               | 6                                | 26                               | -                                | 33                               | 21                               | 32                               | Pop                    |
| 1997  | If God Will Send His Angels            | - | 26                               | 12                               | 11                               | -                                | 5                                | 10                               | -                                | -                                | -                                | 24                               | -                                | -                                | 56                               | -                                | 35                               | Pop                    |
| 1997  | Mofo                                   | X | -                                | -                                | -                                | -                                | -                                | 23                               | -                                | -                                | -                                | -                                | -                                | -                                | -                                | 35                               | X                                | Pop                    |
| 1998  | Sweetest Thing                         | 63 | 1                                | 3                                | 1                                | 18                               | 2                                | 2                                | 28                               | 33                               | 23                               | 7                                | 21                               | 7                                | 6                                | 6                                | 3                                | The Best of 1980-1990  |
|       |                                        | Le sigle « N/D » signifie que les classements ne sont pas disponibles. Le sigle « X » signifie que le titre n'est pas sorti en single dans ce pays. |                                  |                                  |                                  |                                  |                                  |                                  |                                  |                                  |                                  |                                  |                                  |                                  |                                  |                                  |                                  |                        |

### Années 2000
| Année | Single                                    | Classements                                                                  | Classements | Classements | Classements | Classements | Classements | Classements | Classements | Classements | Classements | Classements | Classements | Classements | Classements | Classements | Classements | Album                           |
| Année | Single                                    | É-U                                                                          | CAN         | R-U         | IRL         | FRA         | ESP         | ITA         | SUI         | BE/W        | BE/F        | P-B         | ALL         | AUT         | SUE         | AUS         | N-Z         | Album                           |
| ----- | ----------------------------------------- | ---------------------------------------------------------------------------- | ----------- | ----------- | ----------- | ----------- | ----------- | ----------- | ----------- | ----------- | ----------- | ----------- | ----------- | ----------- | ----------- | ----------- | ----------- | ------------------------------- |
| 2000  | Beautiful Day                             | 21                                                                           | 1           | 1           | 1           | 17          | 1           | 1           | 6           | 6           | 8           | 1           | 7           | 7           | 7           | 1           | 7           | All That You Can't Leave Behind |
| 2001  | Stuck in a Moment You Can't Get Out Of    | 52                                                                           | 1           | 2           | 1           | 31          | 2           | 1           | 38          | 33          | 31          | 12          | 40          | 38          | 23          | 3           | 17          | All That You Can't Leave Behind |
| 2001  | Elevation                                 | X                                                                            | 1           | 3           | 1           | 34          | 2           | 3           | 20          | 13          | 14          | 1           | 31          | 21          | 33          | 6           | 35          | All That You Can't Leave Behind |
| 2001  | Walk On                                   | X                                                                            | 1           | 5           | 7           | 81          | 2           | 36          | 48          | -           | -           | 8           | 54          | 33          | 55          | 9           | X           | All That You Can't Leave Behind |
| 2002  | Electrical Storm                          | 77                                                                           | 1           | 5           | 2           | 18          | 1           | 1           | 5           | 29          | 23          | 4           | 8           | 8           | 13          | 5           | 5           | The Best of 1990-2000           |
| 2004  | Take Me to the Clouds Above (avec LMC)    | -                                                                            | 21          | 1           | 3           | 21          | 8           | 17          | 41          | -           | 16          | 16          | 22          | 8           | 21          | 7           | -           |                                 |
| 2004  | Vertigo                                   | 31                                                                           | 2           | 1           | 1           | 12          | 1           | 1           | 6           | 9           | 16          | 2           | 9           | 4           | 2           | 5           | 5           | How to Dismantle an Atomic Bomb |
| 2005  | Sometimes You Can't Make It on Your Own   | 97                                                                           | 1           | 1           | 3           | 60          | 1           | 2           | 39          | 32          | 31          | 5           | 23          | 25          | 24          | 19          | 12          | How to Dismantle an Atomic Bomb |
| 2005  | All Because of You                        | -                                                                            | 1           | 51          | 4           | -           | 2           | 2           | -           | 36          | 27          | 4           | 37          | 37          | 37          | 23          | -           | How to Dismantle an Atomic Bomb |
| 2005  | City of Blinding Lights                   | -                                                                            | 2           | 2           | 8           | 89          | 1           | 5           | 41          | 23          | 29          | 3           | 24          | 28          | 8           | 31          | -           | How to Dismantle an Atomic Bomb |
| 2006  | One (avec Mary J. Blige)                  | 86                                                                           | 35          | 2           | 2           | 35          | -           | 2           | 2           | 10          | 6           | 3           | 6           | 1           | 27          | -           | -           | The Breakthrough                |
| 2006  | The Saints Are Coming (avec Green Day)    | 51                                                                           | 1           | 2           | 1           | 44          | 1           | 1           | 1           | 12          | 2           | 1           | 6           | 3           | 4           | 1           | 4           | U218 Singles                    |
| 2007  | Window in the Skies                       | -                                                                            | 1           | 4           | 5           | -           | 2           | 1           | 34          | 27          | 22          | 2           | 14          | 11          | 38          | 17          | 28          | U218 Singles                    |
| 2009  | Get on Your Boots                         | 37                                                                           | 3           | 12          | 1           | 6           | 20          | 4           | 65          | 13          | 14          | 5           | 19          | 11          | 8           | 26          | 20          | No Line on the Horizon          |
| 2009  | Magnificent                               | 79                                                                           | 5           | 42          | 5           | 15          | 41          | 11          | 45          | 14          | 27          | 6           | 25          | 51          | 16          | -           | -           | No Line on the Horizon          |
| 2009  | I'll Go Crazy If I Don't Go Crazy Tonight | -                                                                            | 5           | 32          | 7           | 21          | 32          | 24          | 49          | 18          | 18          | 14          | 40          | 34          | 47          | -           | -           | No Line on the Horizon          |
|       |                                           | Le sigle « X » signifie que le titre n'est pas sorti en single dans ce pays. |             |             |             |             |             |             |             |             |             |             |             |             |             |             |             |                                 |

### Années 2010
| Année | Single                                  | Classements | Classements | Classements | Classements | Classements | Classements | Classements | Classements | Classements | Classements | Classements | Classements | Classements | Classements | Classements | Classements | Album                                    |
| Année | Single                                  | É-U         | CAN         | R-U         | IRL         | FRA         | ESP         | ITA         | SUI         | BE/W        | BE/F        | P-B         | ALL         | AUT         | SUE         | AUS         | N-Z         | Album                                    |
| ----- | --------------------------------------- | ----------- | ----------- | ----------- | ----------- | ----------- | ----------- | ----------- | ----------- | ----------- | ----------- | ----------- | ----------- | ----------- | ----------- | ----------- | ----------- | ---------------------------------------- |
| 2013  | Ordinary Love                           | 84          | 29          | 82          | 13          | 21          | 20          | 1           | 11          | 10          | 14          | 6           | 39          | 29          | -           | 88          | -           | Mandela : Un long chemin vers la liberté |
| 2014  | Invisible                               | -           | 44          | 65          | 24          | 11          | 5           | 6           | 22          | 9           | 43          | 41          | 48          | 39          | -           | 79          | -           |                                          |
| 2014  | The Miracle (of Joey Ramone)            | -           | -           | -           | -           | -           | -           | -           | -           | -           | -           | -           | -           | -           | -           | -           | -           | Songs of Innocence                       |
| 2014  | Every Breaking Wave                     | -           | -           | -           | 53          | 93          | -           | -           | -           | -           | -           | -           | -           | -           | -           | -           | -           | Songs of Innocence                       |
| 2015  | Song for Someone                        | -           | -           | -           | 87          | -           | -           | -           | -           | -           | -           | -           | -           | -           | -           | -           | -           | Songs of Innocence                       |
| 2017  | Red Hill Mining Town (Remix)            | -           | -           | -           | -           | -           | -           | -           | -           | -           | -           | -           | -           | -           | -           | -           | -           |                                          |
| 2017  | XXX (avec Kendrick Lamar)               | 33          | 36          | 50          | 22          | 126         | -           | -           | -           | -           | -           | 60          | -           | -           | 82          | -           | -           | Damn                                     |
| 2017  | You're the Best Thing About Me          | -           | -           | 92          | 66          | 180         | -           | -           | 48          | 45          | 29          | -           | -           | -           | 94          | 83          | -           | Songs of Experience                      |
| 2017  | Get Out of Your Own Way                 | -           | -           | -           | -           | -           | -           | -           | 73          | 16          | -           | -           | -           | -           | -           | -           | -           | Songs of Experience                      |
| 2017  | The Blackout                            | -           | -           | -           | -           | -           | -           | -           | -           | -           | -           | -           | -           | -           | -           | -           | -           | Songs of Experience                      |
| 2018  | Lights of Home                          | -           | -           | -           | 87          | -           | -           | -           | -           | -           | -           | -           | -           | -           | -           | -           | -           | Songs of Experience                      |
| 2018  | Love Is Bigger Than Anything in Its Way | -           | -           | -           | -           | -           | -           | -           | -           | -           | -           | -           | -           | -           | -           | -           | -           | Songs of Experience                      |
| 2019  | Ahimsa (avec A. R. Rahman)              | -           | -           | -           | -           | -           | -           | -           | -           | -           | -           | -           | -           | -           | -           | -           | -           |                                          |

### Années 2020
| Année | Single                                                   | Classements | Classements | Classements | Classements | Classements | Classements | Classements | Classements | Classements | Classements | Classements | Classements | Classements | Classements | Classements | Classements | Album              |
| Année | Single                                                   | É-U         | CAN         | R-U         | IRL         | FRA         | ESP         | ITA         | SUI         | BE/W        | BE/F        | P-B         | ALL         | AUT         | SUE         | AUS         | N-Z         | Album              |
| ----- | -------------------------------------------------------- | ----------- | ----------- | ----------- | ----------- | ----------- | ----------- | ----------- | ----------- | ----------- | ----------- | ----------- | ----------- | ----------- | ----------- | ----------- | ----------- | ------------------ |
| 2021  | Your Song Saved My Life                                  | -           | -           | -           | -           | -           | -           | -           | -           | 41          | -           | -           | -           | -           | -           | -           | -           | Tous en scène 2    |
| 2023  | Pride (In the Name of Love) (Songs of Surrender version) | -           | -           | -           | -           | -           | -           | -           | -           | -           | -           | -           | -           | -           | -           | -           | -           | Songs of Surrender |
| 2023  | With or Without You (Songs of Surrender version)         | -           | -           | -           | -           | -           | -           | -           | -           | -           | -           | -           | -           | -           | -           | -           | -           | Songs of Surrender |
| 2023  | One (Songs of Surrender version)                         | -           | -           | -           | -           | -           | -           | -           | -           | -           | -           | -           | -           | -           | -           | -           | -           | Songs of Surrender |
| 2023  | Beautiful Day (Songs of Surrender version)               | -           | -           | -           | -           | -           | -           | -           | -           | -           | -           | -           | -           | -           | -           | -           | -           | Songs of Surrender |
| 2023  | Atomic City                                              | -           | -           | -           | 64          | -           | -           | -           | -           | -           | -           | -           | -           | -           | -           | -           | -           |                    |

## Vidéographie
- 1984 : Under a Blood Red Sky
- 1985 : The Unforgettable Fire Collection
- 1989 : Rattle and Hum
- 1992 : Achtung Baby: The Videos, the Cameos, and a Whole Lot of Interference from Zoo TV
- 1994 : Zoo TV: Live from Sydney
- 1998 : PopMart: Live from Mexico City
- 1999 : The Best of 1980-1990
- 2001 : Elevation 2001: Live from Boston
- 2002 : The Best of 1990-2000
- 2003 : U2 Go Home: Live from Slane Castle
- 2005 : Vertigo 2005: Live from Chicago
- 2006 : U218 Videos
- 2009 : Linear
- 2010 : 360° at the Rose Bowl